# Žabokreky
Žabokreky – wieś (obec) na Słowacji położona w kraju żylińskim, w powiecie Martin. Znajduje się nad Belianskym potokiem na Kotlinie Turczańskiej. Pierwsze wzmianki o miejscowości pochodzą z roku 1282.
Według danych z dnia 31 grudnia 2010, wieś zamieszkiwało 1182 osób, w tym 601 kobiet i 581 mężczyzn.
W 2001 roku rozkład populacji względem narodowości i przynależności etnicznej wyglądał następująco:

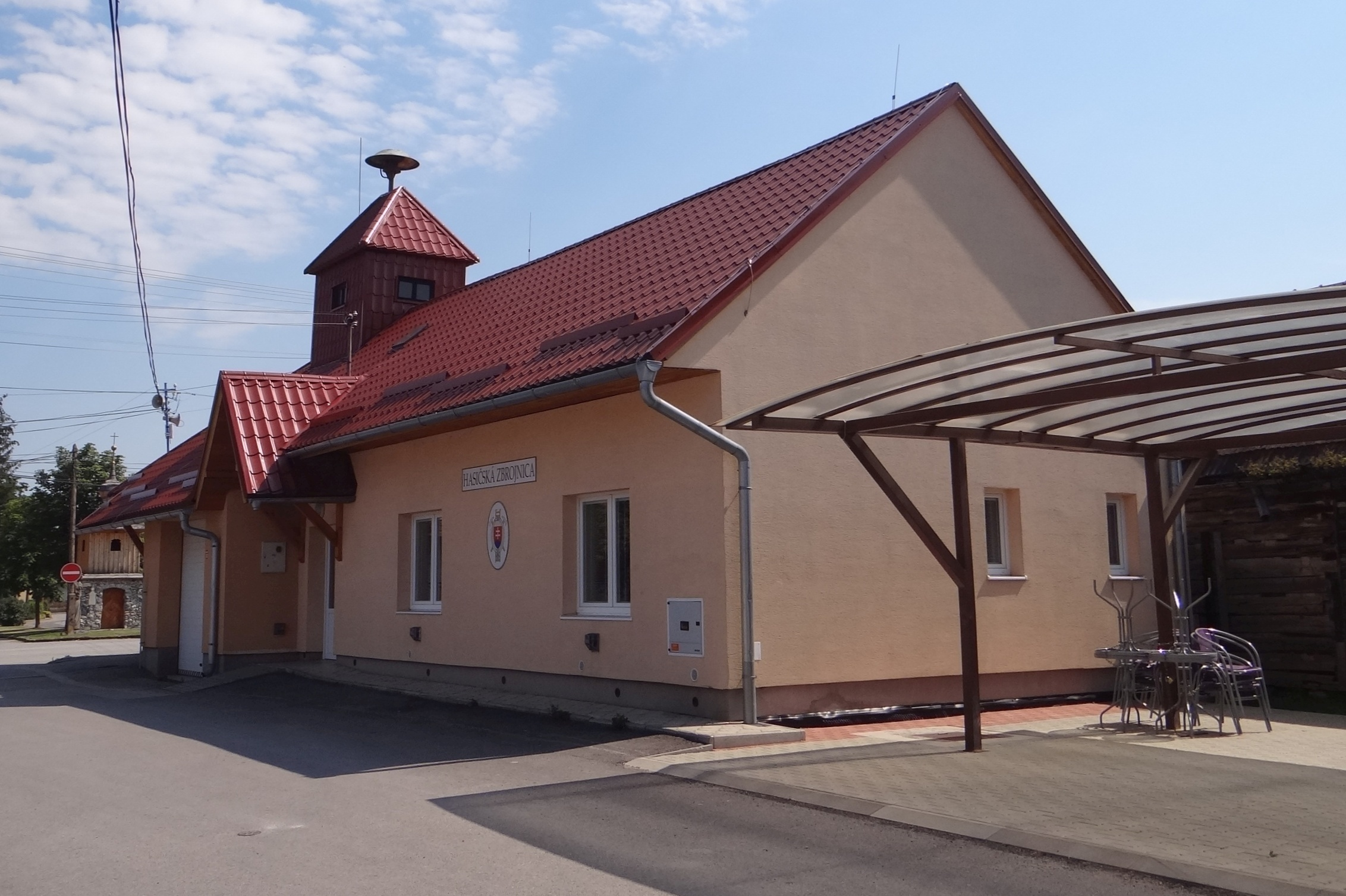
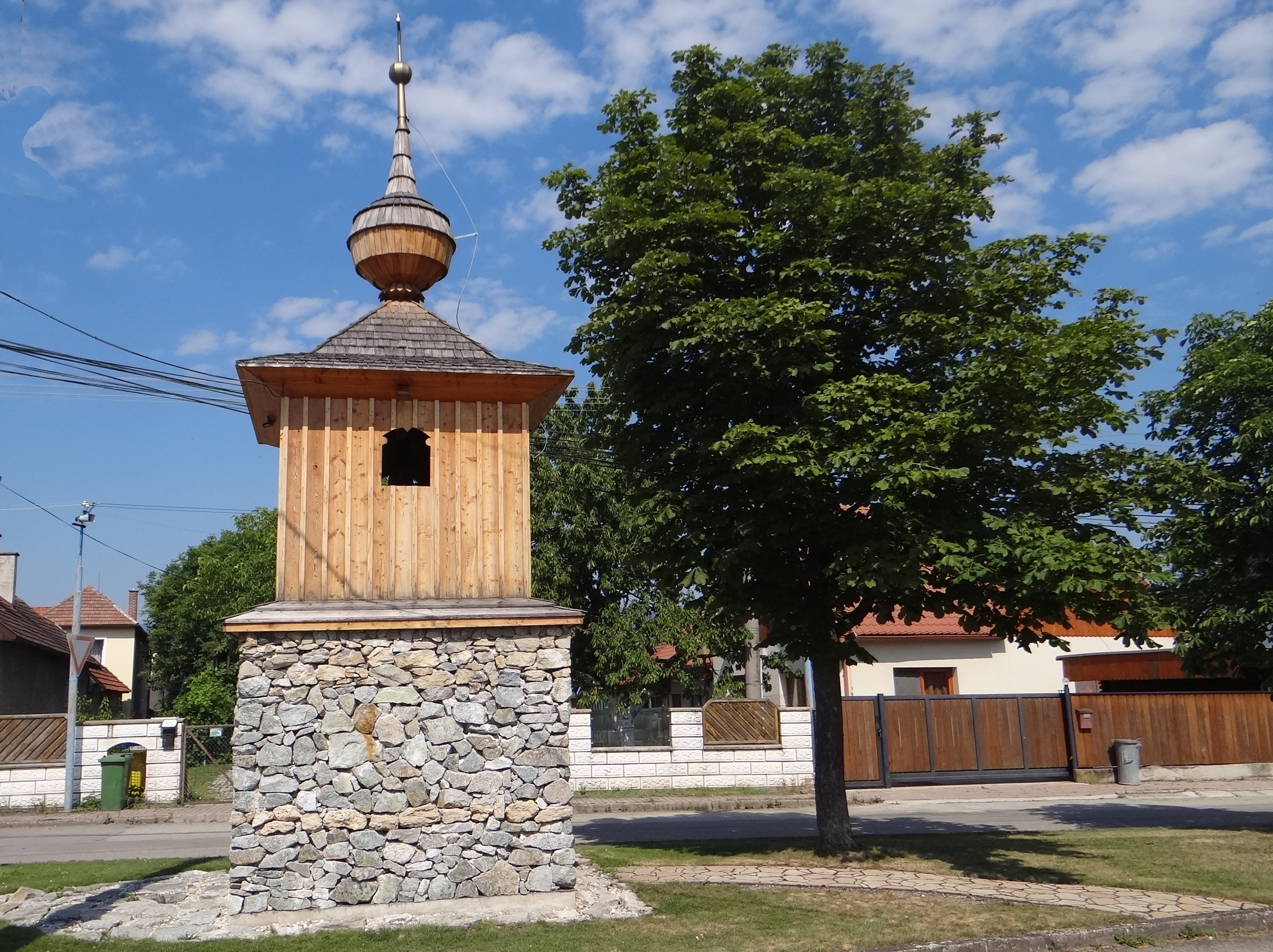
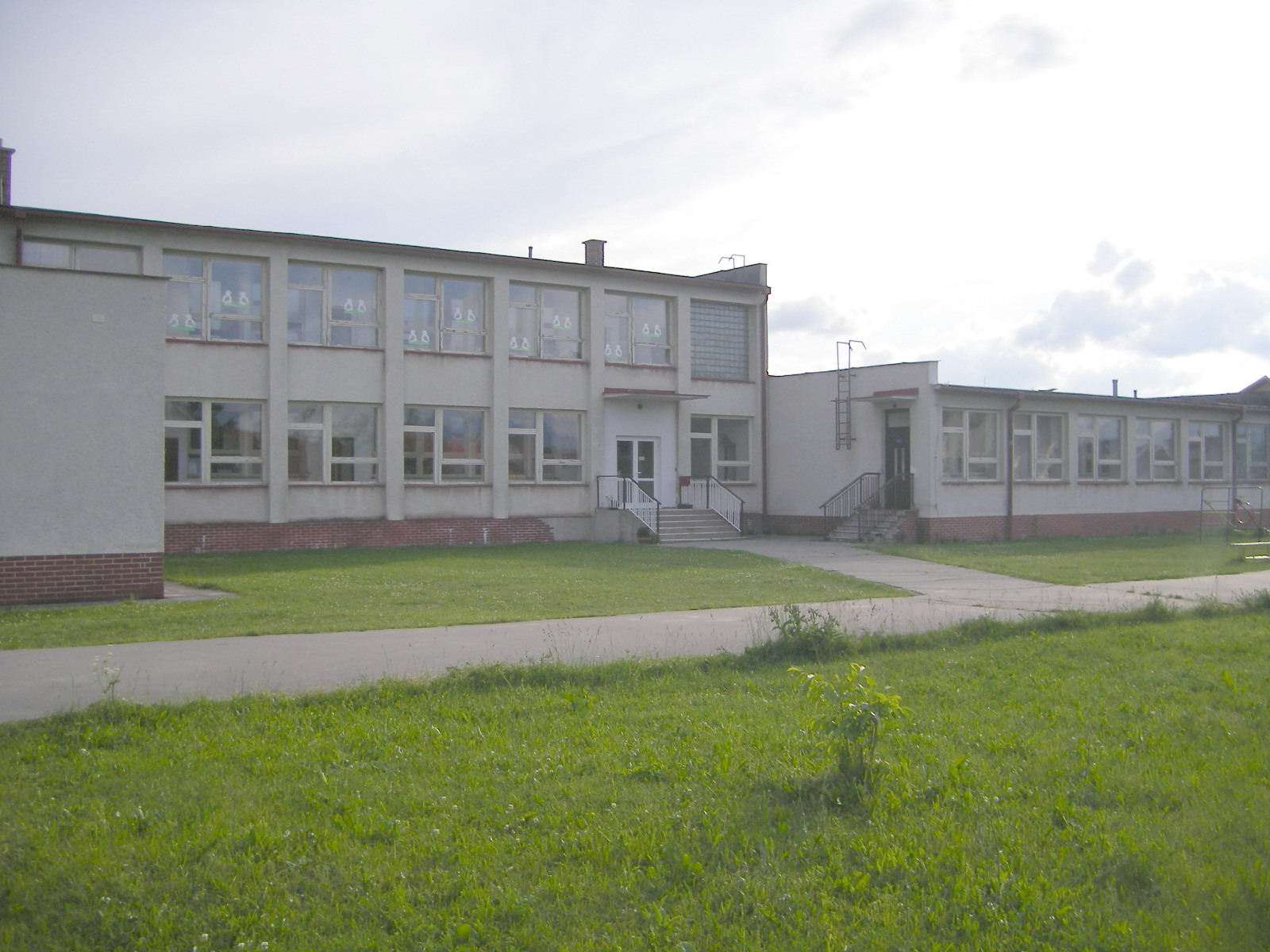
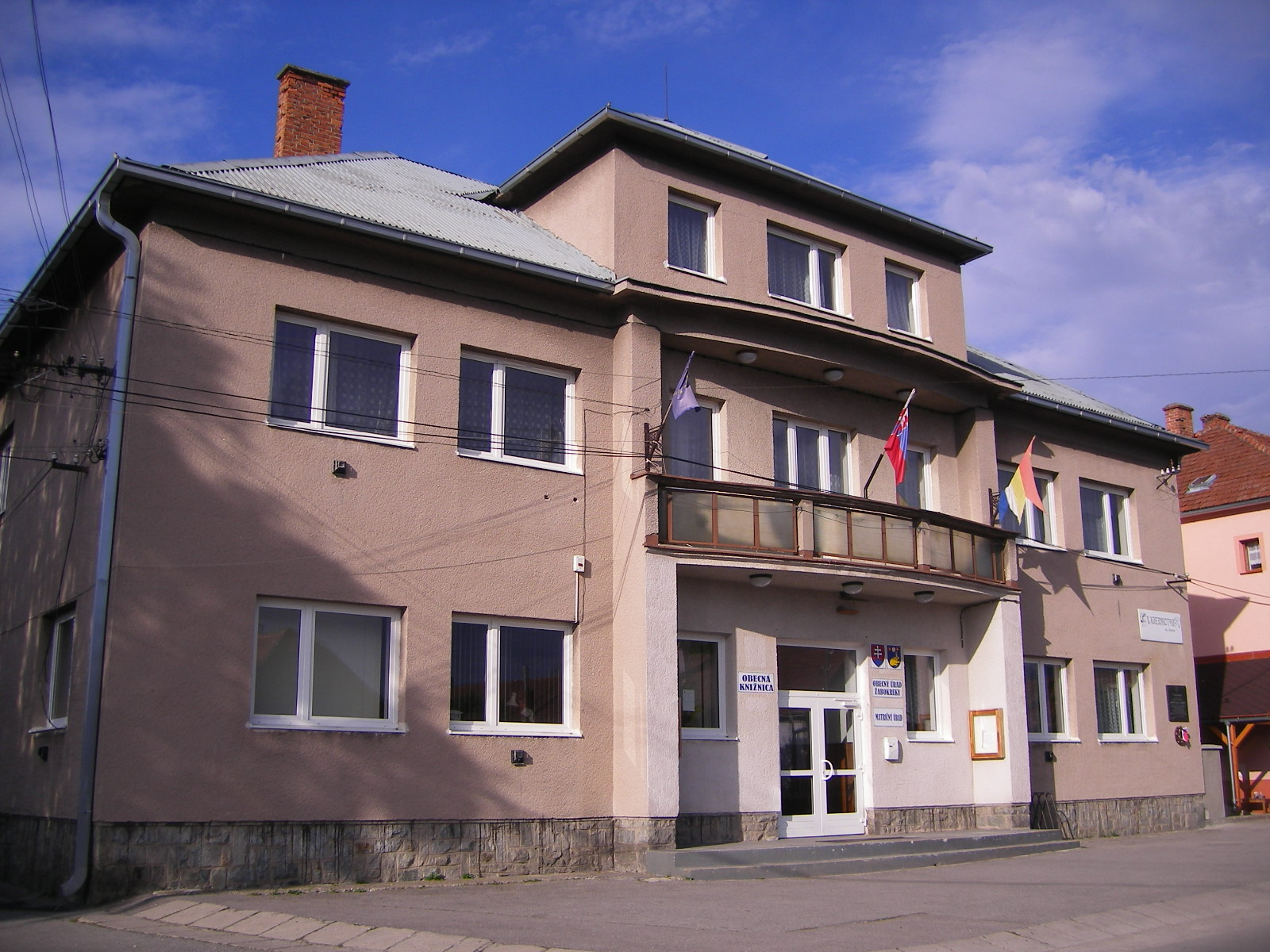

- Słowacy – 98,49%
- Czesi – 0,80%
- Romowie – 0,09%
- Węgrzy – 0,09%